# Шкуратник, Владимир Лазаревич
Владимир Лазаревич Шкуратник (8 апреля 1946 — 19 декабря 2020) — российский геолог, лауреат премии имени Н. В. Мельникова (2016).

## Биография
Родился 8 апреля 1946 года.
В 1968 году — окончил Московский горный институт по специальности «Радиотехника».
В 1991 году — защитил докторскую диссертацию, в 1992 году — присвоено учёное звание профессора.
Область научных интересов: геомеханика; геоакустика; акустико-эмиссионные эффекты в горных породах; акустическая спектроскопия горных пород, методы и средства диагностики структуры, свойств и состояния горных пород.
Вел преподавательскую деятельность в Горном институте НИТУ МИСиС.
Автор около 300 печатных работ, в том числе 4 монографий, 4 учебников, 105 изобретений и 85 статей.

### Членство в научных организациях
- действительный член Международной академии наук высшей школы.
- действительный член Российской академии естественных наук (1997).
- действительный член Академии горных наук.
- член правления, председатель секции «Геоакустика» Российского акустического общества.

## Награды
- Премия имени Н. В. Мельникова (совместно с А. А. Козыревым, В. Н. Захаровым, за 2016 год) — за цикл работ по теории и методологии геоинформационного обеспечения комплексного освоения недр на основе методов геоконтроля.
- Заслуженный деятель науки Российской Федерации (2002).
- Почётный работник высшего профессионального образования Российской Федерации (2006).
- Почетный строитель России (2009).
- Премия имени академика А. А. Скочинского (1998).
- Премия конкурса Соросовские профессора (2000).
- Медаль «Ветеран труда» (1990).
- Медаль «В память 850-летия Москвы» (1997).
- Знак «Шахтёрская слава» трёх степеней.
- Медаль имени А. А. Ферсмана «За заслуги в геологии».
- Лауреат Всесоюзного конкурса «Стройматериалы 75».
- Премия Минобразования за лучшую НИР (1989).
- Премия конкурса «Грант Москвы в области наук и технологий в сфере образования» (2002, 2005).